# Cuivis dolori remedium est patientia
 Cuivis dolori remedium est patientia лат. (изговор:куивис долори ремедијум ест пацијенција). Стрпљивост је лијек сваком болу. (Публилије Сиранин) 

## Поријекло изреке
Изрекао  'Публилије Сиријац (лат. Publilius Syrus) 1 век пне. Био је  роб који је доведен у  Рим из Сирије . 
Публилије је због своје интелигенције и надарености добио од господара не само слободу, него и образовање, након чега се посветио писању мимова на латинском и њиховом извођењу широм  Римског царства.

## Значење
Вријеме лијечи сваки бол. Да би се бол издржао треба стрпљења.